# 나자레스 (밴드)

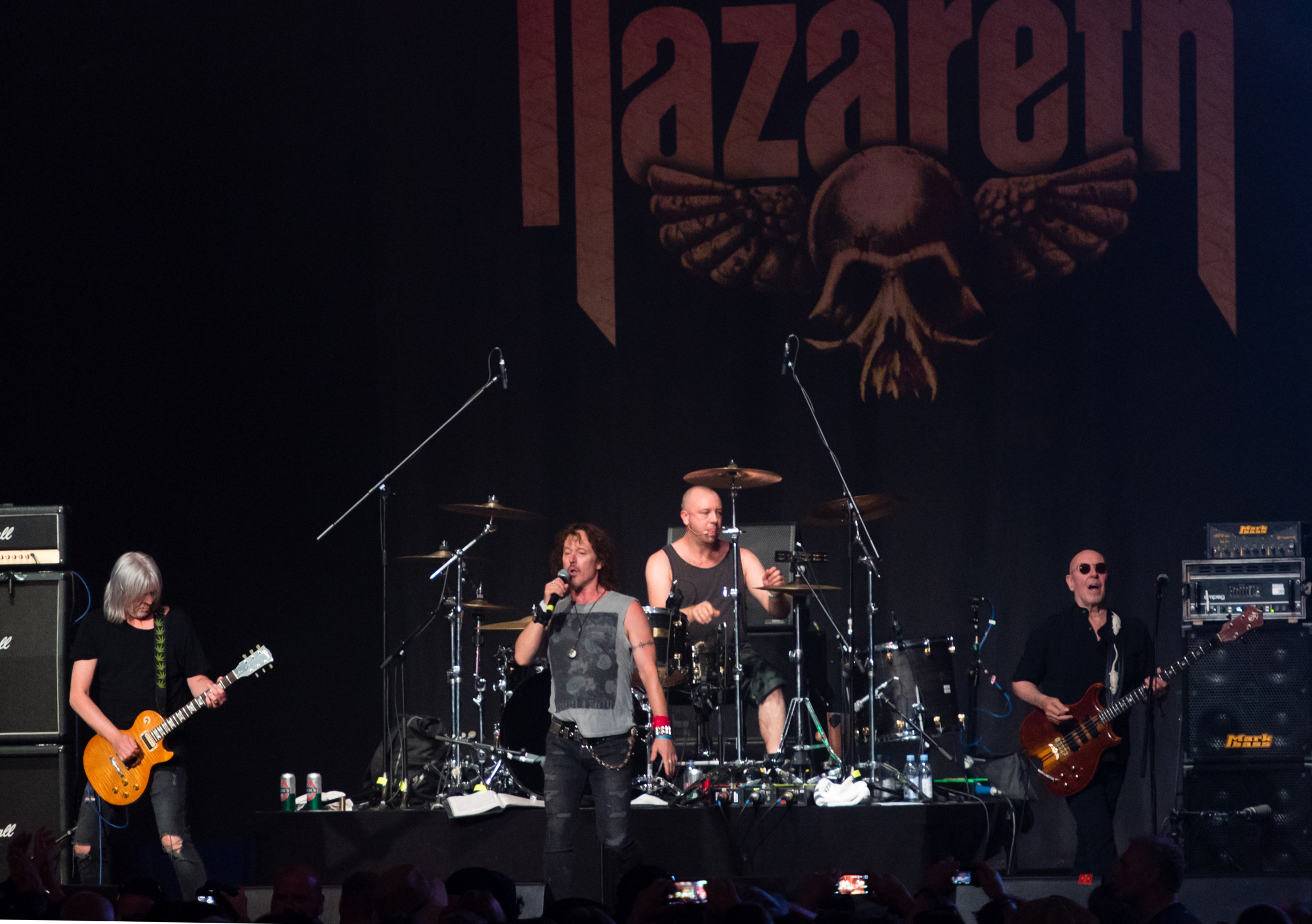
2018년 모습

나자레스(Nazareth)는 1968년 던펌린에서 결성된 스코틀랜드의 하드 록 밴드이다. 1970년대 초에 영국과 기타 여러 서유럽 국가들에서 여러 차례 히트를 쳤다. 1975년 Hair of the Dog라는 음반으로 국제적인 인지도를 얻었다. 이 밴드는 지금도 계속 녹음과 투어를 하고 있다.

## 구성원
- 지미 머리슨 (Jimmy Murrison, 기타)
- 리 애그뉴 (Lee Agnew, 드럼, 보컬)
- 댄 메카퍼티 (Dan McCafferty, 리드보컬)
- 피터 애그뉴 (Pete Agnew, 베이스, 보컬)

## 디스코그래피
- Nazareth (1971)
- Exercises (1972)
- Razamanaz (1973)
- Loud 'n' Proud (1973)
- Rampant (1974)
- Hair of the Dog (1975)
- Close Enough for Rock 'n' Roll (1976)
- Play 'n' the Game (1976)
- Expect No Mercy (1977)
- No Mean City (1979)
- Malice in Wonderland (1980)
- The Fool Circle (1981)
- 2XS (1982)
- Sound Elixir (1983)
- The Catch (1984)
- Cinema (1986)
- Snakes 'n' Ladders (1989)
- No Jive (1991)
- Move Me (1994)
- Boogaloo (1998)
- The Newz (2008)
- Big Dogz (2011)
- Rock 'n' Roll Telephone (2014)
- Tattooed on My Brain (2018)
- Surviving the Law (2022)

## 같이 보기
- 스코틀랜드의 음악